# Kanton Belcaire
Der Kanton Belcaire war bis 2015 ein französischer Wahlkreis im Département Aude und in der Region Languedoc-Roussillon. Er umfasste 17 Gemeinden im Arrondissement Limoux; sein Hauptort (frz.: chef-lieu) war Belcaire. Die landesweiten Änderungen in der Zusammensetzung der Kantone brachten im März 2015 seine Auflösung.
Der Kanton war 234,61 km² groß und hatte 1656 Einwohner (Stand 2012).

## Gemeinden
| Gemeinde            | Einwohner (Stand: 2022) | Code postal | Code Insee |
| ------------------- | ----------------------- | ----------- | ---------- |
| Aunat               | 61                      | 11140       | 11019      |
| Belcaire            | 369                     | 11340       | 11028      |
| Belfort-sur-Rebenty | 24                      | 11140       | 11031      |
| Belvis              | 162                     | 11340       | 11036      |
| Campagna-de-Sault   | 19                      | 11140       | 11062      |
| Camurac             | 108                     | 11340       | 11066      |
| Comus               | 33                      | 11340       | 11096      |
| Espezel             | 233                     | 11340       | 11130      |
| La Fajolle          | 13                      | 11140       | 11135      |
| Fontanès-de-Sault   | 5                       | 11140       | 11147      |
| Galinagues          | 31                      | 11140       | 11160      |
| Joucou              | 30                      | 11140       | 11177      |
| Mazuby              | 23                      | 11140       | 11229      |
| Mérial              | 30                      | 11140       | 11230      |
| Niort-de-Sault      | 36                      | 11140       | 11265      |
| Rodome              | 99                      | 11140       | 11317      |
| Roquefeuil          | 285                     | 11340       | 11320      |

## Bevölkerungsentwicklung
| 1962 | 1968 | 1975 | 1982 | 1990 | 1999 | 2006 | 2012 |
| ---- | ---- | ---- | ---- | ---- | ---- | ---- | ---- |
| 2026 | 2466 | 2069 | 1799 | 1587 | 1579 | 1626 | 1656 |